# 我愛國旗嘉年華

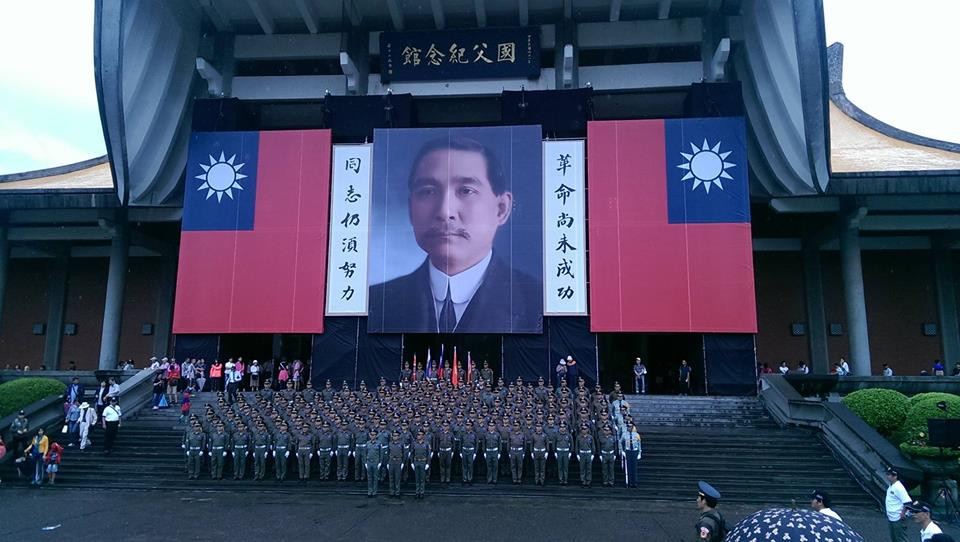
我愛國旗嘉年華正步營

我愛國旗嘉年華，是於2016年10月10日下午，在台北市國父紀念館舉辦，以慶祝中華民國105年國慶暨紀念孫中山151歲（虛歲）誕辰為主題的活動。我愛國旗嘉年華活動由松濤社申辦，以民間團體「全世界中華民族一百八十團體大同盟」名義主辦，國父紀念館協辦，活動藉由邀請民眾參與揮舞中華民國國旗，歌唱愛國歌曲，表達參與者對中華民國的熱愛。後續活動則是於2017年7月7、8日在華山1914文化創意產業園區舉辦的我愛國旗嘉年華「紀念七七抗日戰爭八十週年」活動，與分別於2017、2018、2019年的10月10日在國父紀念館舉辦的「愛國旗愛國家」國慶大會。

## 官網與記者會

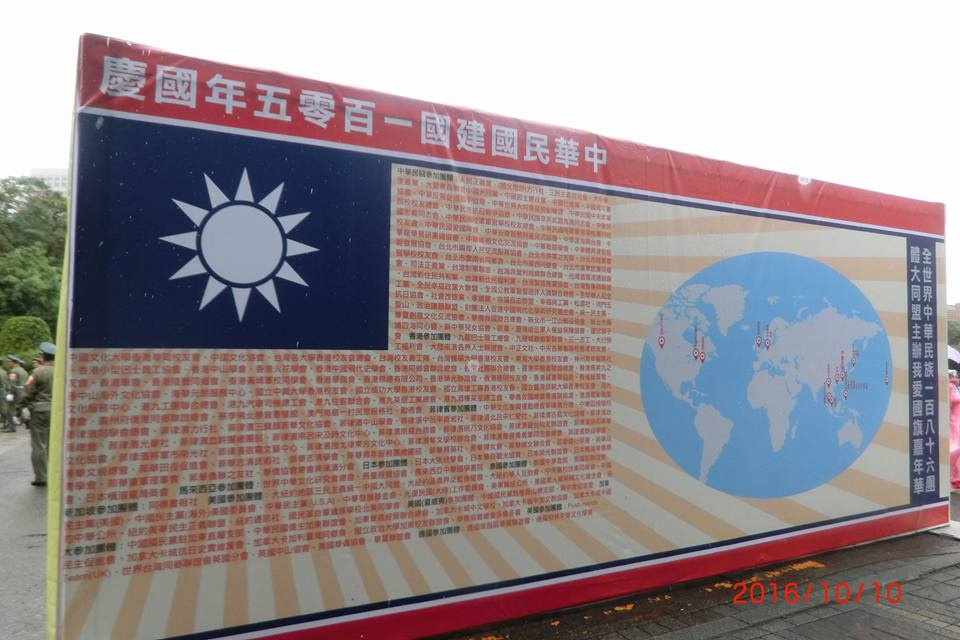
參與活動之社團名稱國旗牆

主辦單位「全世界中華民族一百八十團體大同盟」成立「我愛國旗嘉年華，天下為公——全球中華連線大行動」官網。並於在9月19日由發起人宋緒康與陸軍官校校友總會會長胡筑生，邀請各參加團體於中央軍事院校校友總會召開會議。續於10月5日在國父紀念館召開「中華民國105年國慶——中華民國有你真好」記者會，由胡筑生主持，偕重要成員宋緒康、陳君天、周玉山與侯麗芳等人說明籌辦目的與方式。

## 節目行程

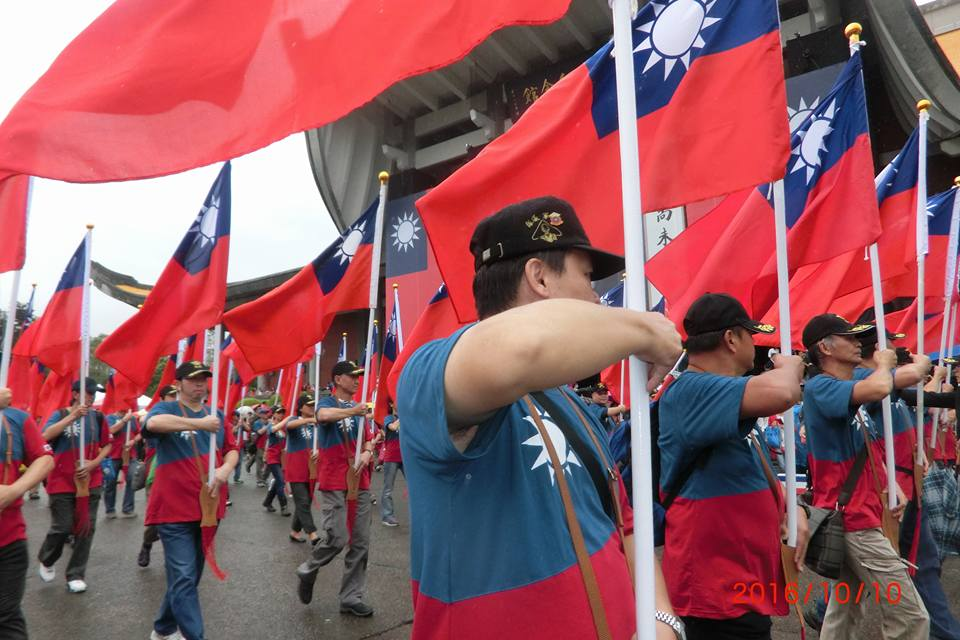
國旗隊

主辦單位在活動現場贈送中華民國國旗給活動開始前分享出個人的國旗裝照片者以作為紀念品。
活動當日下午，館外活動在國父紀念館南側廣場舉辦，主辦單位全程進行空拍紀錄，根據媒體報導，節目中有至少一萬人唱中華民國國歌以祭國父孫中山、酌飲太平島水慶祝國慶、重現612凱道閱兵的正步操演，並舉行音樂饗宴等節目，活動現場設置有10個民間正義團體帳篷（流浪動物團體、關懷愛滋病小孩、人權團體等），當日活動全程紀錄，並結合世界各地16座城市180團體於不同時日舉辦的17場慶祝紀念活動之全程錄影，並於之後交由臺北主辦團體合輯製作紀念影片。

### 唱國歌祭國父
主辦單位於館外活動設置形象牆給參與民眾拍照留念，而館內則佈有「烽火山河民國與抗戰1912－1946」展覽，呈現墨寶、歷史文物及民國歷史。並於國父紀念館正面懸掛兩面中華民國國旗，及一面巨大孫中山畫像。由「培青合唱團」引領現場民眾齊唱中華民國國歌，再由活動的主祭官帶領羅福星、邱清泉、張靈甫、高志航、吉星文、王生明等先烈遺族與民眾完成祭祀，向中華民國國旗與孫中山像行禮。

### 飲太平島水祝國慶
主辦單位準備了太平島的淡水，邀請民眾啜飲，並以水代酒來為當日的中華民國國慶日乾杯。活動所提供的太平島水是由2016年7月屏東東港五艘漁船到太平島宣示中華民國主權所帶回的井水，邀請參與活動的民眾共飲太平水，主辦單位希望藉此主張並捍衛中華民國領土主權。

### 正步操演敬國旗

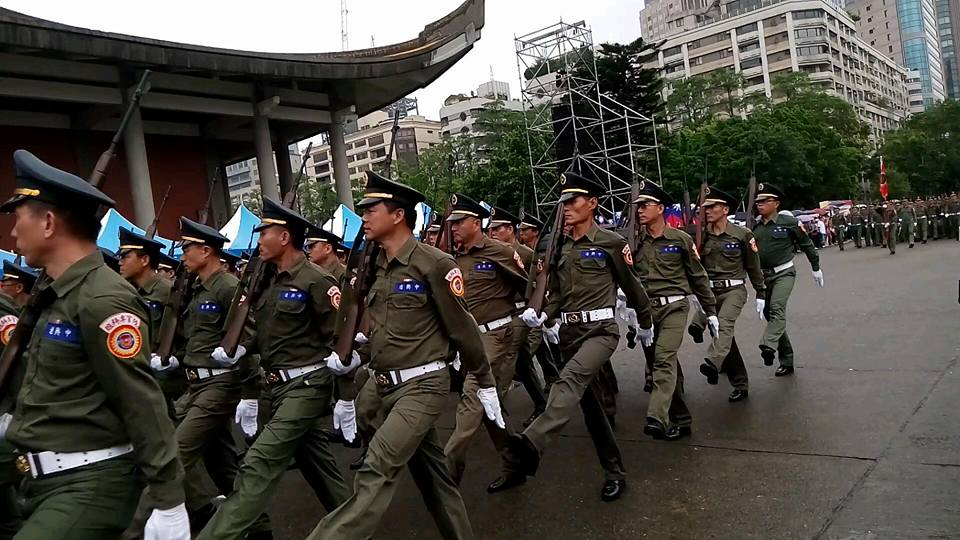
正步操演

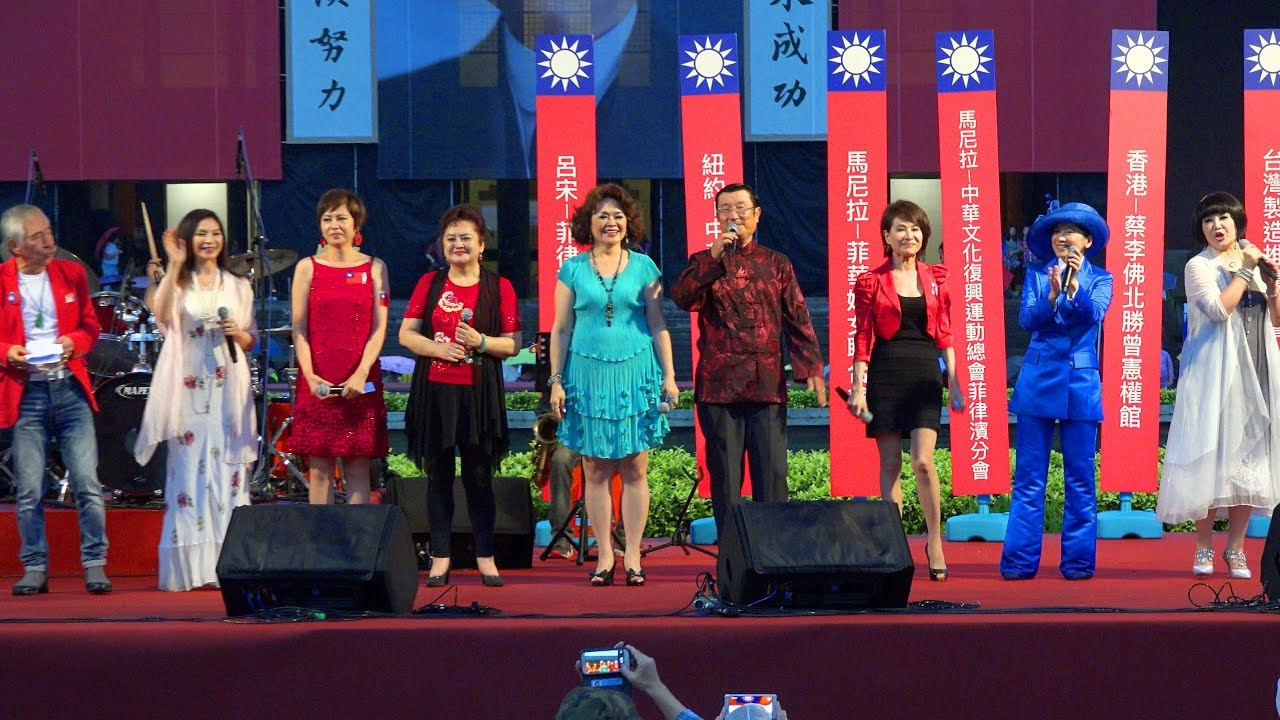
音樂饗宴

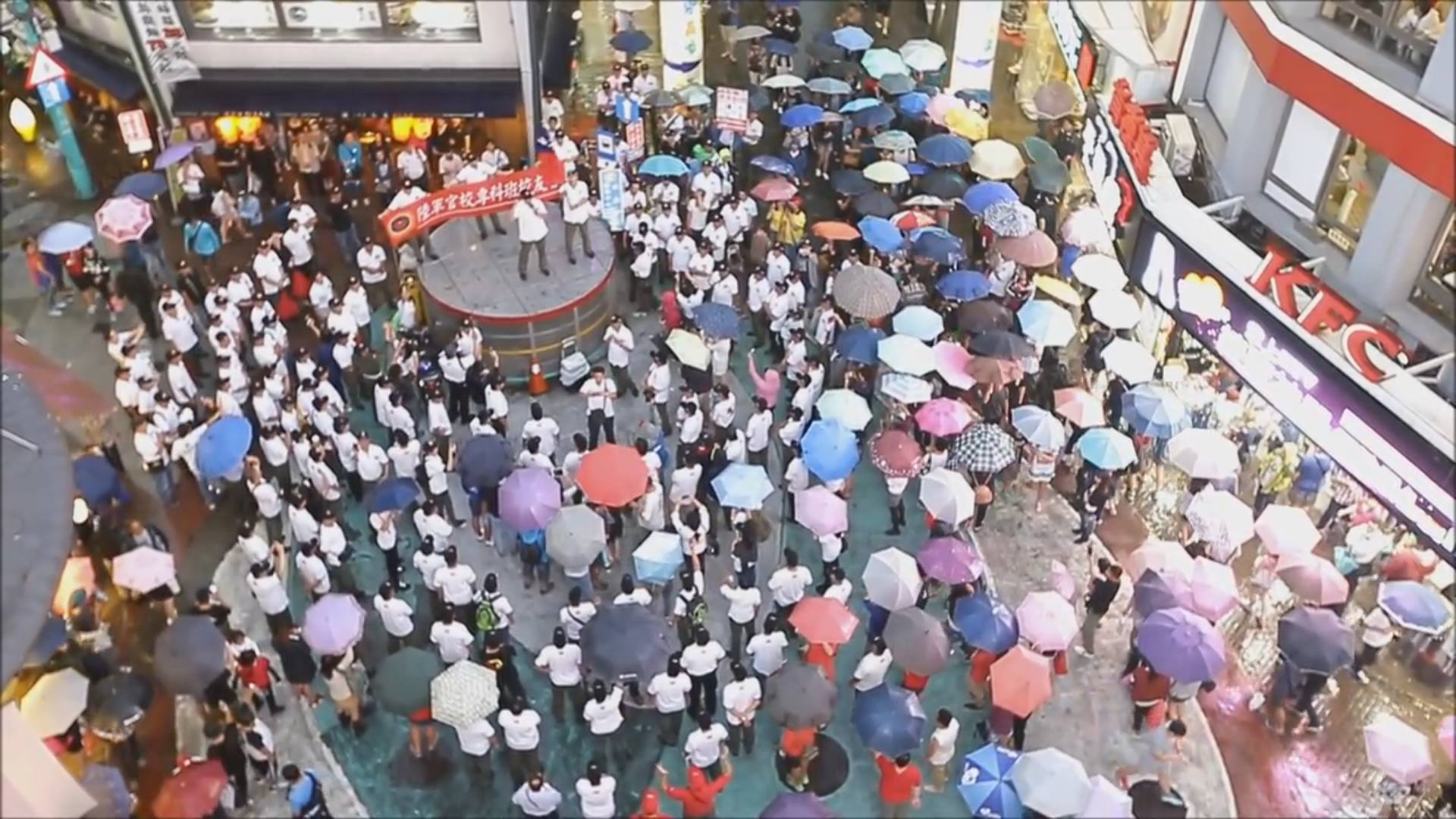
西門町國慶快閃

重現612凱道閱兵的正步操演，由國旗隊、正步營、勇士青壯連等三個梯隊展演。8月10日，陸軍官校專科班校友會發布「中興二號演習動員令」，指揮部編組由該會理事長羅財維任總督導官，中興連營長周志祥擔任指揮官，專科7期羅睿達擔任作參官來策劃，專科7期任育樞負責後勤組來支援，其餘各編組人員比照「612凱道閱兵-中興演習」，正步操演的正步營轄二個中興連，納入凱道連弟兄參加為主力，營長由專科1期周志祥兼任，連長則由專科9期與專科12期的劉中立、逄鴻強擔任，操演由國旗隊引導在前，序為陸官的正步營營部，中興第一、二連，三軍退伍軍人組成之「勇士青壯連」依序以踢正步的形式進行演出。而正步操演活動後，中興連隨即前往西門町快閃，慶祝當日的中華民國國慶日，活動結束後，主辦單位陸官校友總會總會長胡筑生於晚上19時慰勞參演正步的民眾，並邀請他們共進晚宴。

### 音樂饗宴
活動當日嘉年華會音樂饗宴由紀錄片《一寸河山一寸血》導演陳君天規劃，主辦單位邀請來自台灣、香港及菲律賓等地樂團與歌星於戶外表演，並提供亞洲、非洲、法國、美國等各種不同的餐點給民眾品嘗，以慶祝中華民國國慶。

## 評價
中國國民黨表示，活動當天是國慶日，標榜愛國情操，還是全球跨國舉辦的活動，非常應景而有意義。
而媒體也報導，參與的正步操演人員於臺北西門町快閃時，引起一些民眾的好評。

## 歷年活動

### 中華民國104年「勇士國魂——抗戰勝利七十周年特別獻禮」晚會
中華民國一百零四年（二零一五年）九月一日星期二晚上七時三十分，「香港各界團體慶祝中華民國建國一百零四年活動籌委會」假香港旺角麥花臣場館，舉辦「勇士國魂——抗戰勝利七十周年特別獻禮」晚會。晚會召集人為曾醒明先生，莒光文化服務中心製作。晚會蒙香港暨台灣社會賢達贊助，中華民國行政院長郝前院長柏村亦專程赴港蒞臨致辭。受邀出席晚會之抗戰先進共五十人，分別來自中國大陸、台灣、香港。全場來賓約二千人。

### 中華民國104年「烽火山河——民國與抗戰。一九一二年至一九四六年。」文物展覽
中華民國一百零四年（二零一五年）九月二日，值抗戰勝利七十周年，假香港大學美術博物館，舉辦「烽火山河——民國與抗戰。一九一二年至一九四六年。」文物展覽。展覽為期二個多月，十一月十五日止。數百件展品包括國父孫中山、黃興、先總統蔣中正，數十位革命先賢墨寶。

### 中華民國105年「全世界中華民族一百八十團體大同盟紀念　國父孫中山先生一百五十晉一冥誕祭祀」
中華民國一百零五年（二零一六年）六月五日星期六早上九時三十分，全世界中華民族一百八十團體代表，為紀念國父孫中山先生一百五十晉一冥誕，置祭南京中山陵。中華民國國防部伍前部長世文主祭，司儀並朗讀中國國民黨洪主席秀柱獻辭及中華民國行政院郝前院長柏村獻辭。

### 中華民國106年「七七抗戰八十周年紀念大會」
中華民國一百零六年（二零一七年）七月八日星期六下午二時，假臺北市華山一九一四文創園區「紅磚六合院西一館」，舉辦「七七抗戰八十周年紀念大會」。

### 中華民國106年「救國與殉國」文物展覽
中華民國一百零六年（二零一七年）七月七日星期五下午二時，假臺北市華山一九一四文創園區「約茶不夜藝術空間」，舉辦「救國與殉國」文物展覽開幕典禮，紀念七七抗戰八十周年。展覽為期十六天，七月二十三日止。

### 中華民國106年「愛國旗愛國家國慶大會」
中華民國一百零六年（二零一七年）十月十日星期二下午二時，假國立國父紀念館舉辦「愛國旗愛國家國慶大會」，慶祝中華民國建國一百零六年國慶。國慶大會四項節目為：（一）萬人唱國歌。（二）萬人祭國父。（三）正步營操演。（四）愛國旗愛國家音樂會。
　

### 中華民國107年「傅斯年校長追思會暨紀念五四運動晉百年」
中華民國一百零七年（二零一八年）五月四日星期五下午二時，假國立臺灣大學「傅園」，舉辦「傅斯年校長追思會暨紀念五四運動晉百年」。追思會三項節目為：（一）貴賓致辭。（二）二十一響鐘聲儀式。（三）傅斯年校長之姪傅樂治先生主祭，全場二千來賓獻花致敬。

### 中華民國107年「迴天志業——紀念五四運動晉百年」文物展覽
中華民國一百零七年（二零一八年）五月四日星期五下午四時，假「平藝術空間」舉辦「迴天志業——五四運動晉百周年」文物展覽開幕典禮。展覽為期二十二天，五月二十六日止。

### 中華民國107年「八二三戰役勝利六十周年紀念大會」
中華民國一百零七年（二零一八年）八月十八日星期六下午二時，假國立臺北大學臺北校區「育樂館」，舉辦「八二三戰役勝利六十周年紀念大會」。大會四項節目為：（一）向八二三戰役軍人先進致敬。（二）後輩憶述先人參加八二三戰役之故事。（三）擎天合唱團與大愛之聲合唱團領唱愛國歌曲。（四）欣賞陳君天導演製作之「八二三戰役勝利六十周年特輯」。

### 中華民國107年「愛國旗愛國家國慶大會」
中華民國一百零七年（二零一八年）十月十日星期三下午二時，假國立國父紀念館舉辦「愛國旗愛國家國慶大會」，慶祝中華民國建國一百零七年國慶。國慶大會四項節目為：（一）萬人唱國歌。（二）萬人祭國父。（三）鼓號樂隊、儀隊、合唱團、啦啦隊表演。（四）群星歌唱會。